# Cronologia della storia antica (2000 a.C. - 1501 a.C.)

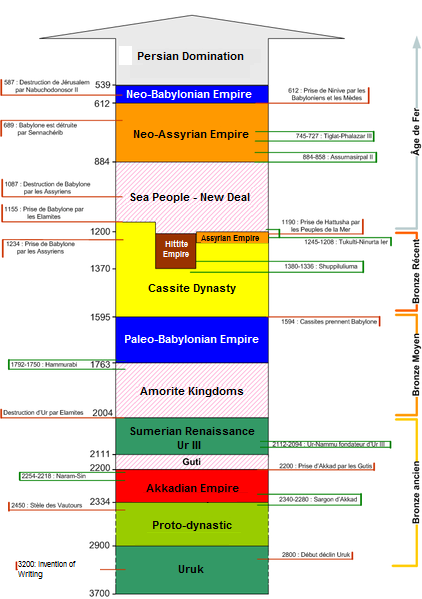
Scheda temporale in base alla cronologia intermedia

## Eventi importanti

### 2000 a.C. - 1981 a.C.
- c. 2000 a.C.Schema cronologico generale del Vicino Oriente (cronologia intermedia)[1]
  - Mesopotamia e Assiria

Schema cronologico generale del Vicino Oriente (cronologia intermedia)

    - Periodo che precede l'Antico Regno dell'Assiria, fino al 1365 a.C. - Kikkia 29º Re dell'Assiria (dopo i re che vivevano nelle tende e secondo dei re che sono antenati)
    - Izi-Dagān (che significa "servo del dio Dagān), il cui nome compare in un'iscrizione nel tempio E della dea Ištar ad Assur, primo dell'ultima dinastia dei Shakkanakku, governatori, di Mari.

  - Anatolia: Insediamento degli Ittiti in Anatolia.
  - Antica Grecia
    - Inizio del periodo Medio Minoico I o Protopalaziale a Creta - comparsa della scrittura alfabetica (Lineare A), la costruzione dei primi palazzi a Cnosso ed a Festo e l'inizio della ceramica policroma.
    - Presunta fondazione di Micene e dei suoi palazzi per opera dei minoici.
    - Migrazione di popoli Achei di origine indoeuropea in Grecia (Attica e Peloponneso).

  - Francia: Cultura calcolitica di Fontbuisse (Linguadoca orientale).
  - Europa centrale: Primi insediamenti di popolazioni indoeuropee (Germanici) in Germania e Polonia.
  - Asia centrale: Insediamento dei Tocari nel (Bacino del Tarim), e degli Indo-ariani in Battria (nomadi indoeuropei allevatori di cavalli).
  - Cina: Cultura "vecchio stile del Pacifico" in Cina: Primo substrato delle culture storiche Xia, Shang e Zhou).
  - Africa:
    - Awawa primo sovrano conosciuto del regno di Kerma (Nubia).
    - inizio del Neolitico in Africa subsahariana.
- c. 1995 a.C. - Mentuhotep III (Sanktauef) 78º faraone - XI Dinastia (riapertura della pista carovaniera verso il Mar Rosso, ripresa dei commerci con la terra di Punt).
- c. 1990 a.C.
  - Palestina: Secondo il racconto biblico, intorno a questa data convenzionale si colloca il primo Esodo Ebraico al seguito di Giacobbe (figlio di Isacco) verso l'Egitto.
  - Francia: Cultura calcolitica veraziana (Linguadoca occidentale)
- c. 1985 a.C.
  - Shu-Ilishu 2º Re Amorrita della I dinastia di Isin, durante il suo regno la città di Isin mantenne il controllo sulle città meridionali e su Nippur, edificò opere pubbliche ad Isin ed Ur, recuperò dagli Elamiti e restituì alla città di Ur, l'idolo della dea Inanna[2] che era stato sottratto durante il saccheggio del 2004 a.c..
  - Akiya (1985 a.C. -1970 a.C.) 30º Re dell'Assiria, periodo precedente l'Antico Regno.
  - Sale al trono in Cina il mitico Imperatore Xia Zhu (7º Dinastia Xia)
- c. 1983 a.C. - Mentuhotep IV (Nebtawy) 79º faraone - Ultimo sovrano della XI Dinastia (nel secondo anno del suo regno inviò il suo visir Amenemhat, che sarà il suo successore, alle cave di arenaria dello Uadi Hammamat. Costruzione della fortezza di El-Gezira tra 1a e la 2a cateratta del Nilo avente fa funzione di proteggere la pista che conduceva alle miniere).

### 1980 a.C. - 1951 a.C.
- c. 1977 a.C. 
  - Samium 3º Re Amorrita di Larsa
  - Puzur-Ashur I (1977 a.C. - 1970 a.C.) 31º Re dell'Assiria, periodo che precede l'Antico Regno.
- c. 1976 a.C. - Amenemhat I (Sehetepibtawy) 80º faraone - Primo sovrano della XII Dinastia (Sehetepibtawy operò nelle tre direzioni tradizionali: verso la Nubia, la Libia e la penisola del Sinai)
- c. 1975 a.C. 
  - Iddin-Dagān 3º Re Amorrita della I dinastia di Isin (Isin mantiene il controllo di Ur, Uruk e Nippur). Diede in moglie la figlia Matum-Niatum al re Idatu I, figlio di Kindattu, che era monarca della dinastia Shimash dell'Elam.
  - Bilalama 4º re di Eshnunna. Il suo nome, di lingua elamita si ritrova in numerose tavolette rinvenute a Eshnunna come quella di Imin-du (Bilalama, amato dal dio Tišpak, Lugal-inim-du, scriba, figlio di Seš-kalla, tuo servo) o quella di Ilišu-dan (Bilalama, amato dal dio Tišpak, governatore di Eshnunna, Ilišu-dan, scriba, figlio di Ur-Ninsun, tuo servo) [3]. Stabilizzò l'alleanza con l'Elam dando in moglie una sua figlia (Mè-kubi) all'ottavo sovrano della dinastia Shimash dell'Elam Tan-Rukhrair[4]. L'attività di questa regina a Susa è documentata da alcune iscrizioni su frammenti di mattoni ritrovati nel tempio di Inanna ed in un sigillo con incisioni di tipo mesopotamico (zona di Diyala) che rivelano la presenza di artigiani provenienti da Eshnunna a Susa[4].
- c. 1974 a.C. - principio della fase II del mercato (Karum) di Kaneŝ, fino al 1836 a.C., intensi scambi commerciali fra le città stato dell'Anatolia e la città di Assur. Durante questo periodo, i mercanti assiri si stabilirono in una colonia mercantile (Karum) nei pressi della città.
- c. 1970 a.C. - Shallim-ahhe (1970 a.C. - 1950 a.C.) 32º Re dell'Assiria, periodo che precede l'Antico Regno.
- c. 1968 a.C. - Sale al trono in Cina il mitico Imperatore Xia Huai (8º Dinastia Xia)
- c. 1965 a.C. - Isharramashu 5º re di Eshnunna.
- c. 1956 a.C. - Sesostri I (Ankh-mesut) 81º faraone - XII Dinastia (Momento di forte ripresa dello stato egizio, circostanza provata dalla ricchezza delle sepolture siano esse reali che dei dignitari di corte. Creazione delle cariche di visir per il Basso Egitto e visir per l'Alto Egitto a cui i governatori provinciali (nomarchi) furono sottoposti. A questo periodo storico è anche attribuito uno dei testi più famosi della letteratura egiziana: Il racconto di Sinuhe.)
- c. 1954 a.C. - Ishme-Dagan 4º Re Amorrita della I dinastia di Isin. Nella gestione del regno si ispirò al modello del re sumero Shulgi, emanò editti in cui dichiarava di voler "ristabilire la giustizia nel paese". Esentò dalla tassazione la città Nippur, per la sua funzione sacra [5]. Cercò di espandersi verso nord, ma fu sconfitto dalla città Kish[5]. Durante il suo regno alcune importanti città, come Nippur subirono distruzioni[5].
- c. 1955 a.C. - Usur-awassu 6º re di Eshnunna divinizzato, compare in una lista di divinità di Anum[6]. Il suo nome si trova alcune tavolette ritrovate ad Eshnunna come la tavoletta a lui dedicata dallo sciba Ḫunzum (Usur-awassu, amato dal dio Tišpak, governatore di Eshnunna, Ḫunzum, scriba, figlio di Abi-lulu)[3] e la tavoletta a lui dedicata da un altro funzionario (Usur-awassu, governatore di Eshnunna, Bèlì-kibrì, il tuo servo)[3]. Durante il suo regno Eshnunna subì un saccheggio, probabilmente ad opera delle truppe di Der, probabilmente rimase a questa soggetta per qualche tempo[7]

### 1950 a.C. - 1901 a.C.
- c. 1950 a.C. - Ilushuma (1950 a.C. - 1940 a.C.) 33º Re dell'Assiria periodo che precede l'Antico Regno (attaccò il Regno di Larsa)
- c. 1945 a.C. - Abi-madar 7º Re amorreo di Eshnunna
- c. 1941 a.C. - Zabaya 4º Re amorreo di Larsa[5]
- c. 1940 a.C. - Erishum I (1940 a.C. -1900 a.C.) 34º Re dell'Assiria. Primo re dell'Antico Regno. Eresse il Tempio del dio Enlil) ed autorizzò il commercio stabilendo la libera circolazione di argento, oro, stagno, rame, lana ed orzo dando così l'avvio ai commerci fra Anatolia ed Assiria[8].
- c. 1935 a.C. 
  - Lipit-Ishtar 5º Re Amorreo della I dinastia di Isin (Ricostruzione di Ur, Codice di Lipit-Ishtar). Durante il suo regno la città di Larsa prenderà il controllo degli importanti centri di Ur e Nippur[5]. Lipit-Ishtar verrà scacciato ed il trono usurpato da Ur-Ninurta[5].
  - Azuzum 8º Re amorreo di Eshnunna. Numerose tavolette ritrovate nella città riportano il suo nome (Oh dio Tišpak, potente re, re di Eshnunna - Azuzum, amato dal dio Tišpak, governatore di Eshnunna, tuo servo)[3].
- c. 1932 a.C.
  - Gungunum 5º Re amorreo di Larsa. Con questo sovrano iniziò l'ascesa di Larsa. Egli strappò a Isin il controllo sulle città di Ur e Lagash in Mesopotamia ed all'Elam il controllo di Susa[5]. Assunse il titolo di "re di Sumer e Akkad", caratteristico dei sovrani dell'impero di Ur[5]. Condusse spedizioni militari contro Bashime ed Anshan nel Golfo Persico[5].
- c. 1925 a.C.
  - Sale al trono in Cina il mitico Imperatore Xia Mang (9º Dinastia Xia)
  - Ur-Ninurta 6º Re amorreo della I dinastia di Isin. Si tratta di un usurpatore che, di fatto diede origine a una nuova dinastia, anche questa di breve durata[5].
  - Ur-Ninkimara 9º Re amorreo di Eshnunna
- c. 1915 a.C. - Ur-Ningizzida 10º Re amorreo di Eshnunna
- c. 1910 a.C. - Amenemhat II (Hekenemaat) 82º faraone - XII Dinastia (Sicuri sono in questo periodo i contatti con la Siria e la Palestina. La sua piramide, peraltro estremamente rovinata, si trova a Dahshur)
- c. 1906 a.C. - Sale al trono in Cina il mitico Imperatore Xia Xie (10º Dinastia Xia)
- c. 1905 a.C. - Abi-sare 6º Re amorreo di Larsa. Sconfisse le truppe di Isin che cercava di recuperare il controllo delle città del sud mesopotamico[5].

### 1900 a.C. - 1871 a.C.
- c. 1900 a.C.
  - Rinascita di Mari per opera degli Amorrei
  - Periodo di Troia V (Distruzione di Troia)
  - Segni di decadenza della Civiltà della valle dell'Indo- (fino al 1700 a.C.)
  - Ikunum 35º Re dell'Assiria (Antico Regno) (Eresse il Tempio del dio Ninkigal, mantenne colonie commerciali in Anatolia)
- c. 1896 a.C. - Bur-Sin 7º Re amorreo della I dinastia di Isin[5].
- c. 1895 a.C. 
  - Primo Re conosciuto di Babilonia, Sumu-Abum.
  - Ipiq-Adad I 11º re amorreo di Eshnunna[7].
- c. 1894 a.C. - Sumu-El 8º Re amorreo di Larsa - Con questo re viene raggiunto l'apogeo della potenda di Larsa; conquistò Nippur, aggirando Isin che rimase miracolosamente autonoma[5].
- c. 1890 a.C.
  - Sale al trono in Cina il mitico Imperatore Xia Bu Jiang (11º Dinastia Xia).
  - Shiqlanum 12º re amorreo di Eshnunna[7]
- c. 1882 a.C. - Sesostri II (Seshemtawy) 83º faraone - XII Dinastia (Moglie di Sesostris II fu Khnemet-nefer-hediet, una delle cinque regine ricordate per aver utilizzato sigilli personali.)
- c. 1880 a.C.
  - Sumu-la-el 2º Re di Babilonia
  - Abdi-Erah 13º re amorreo di Eshnunna[7]
- c. 1874 a.C. - Lipit-Enlil 8º Re amorrita della I dinastia di Isin[5].
- c. 1872 a.C. - Sesostri III (Netjerkheperu) 84º faraone - XII Dinastia (Il principale contributo di questo sovrano alla stabilità dello stato fu la profonda riforma interna che portò all'abolizione dei distretti provinciali (nomoi). Le tendenze centrifughe dei governatori provinciali) furono una delle cause dello sfaldamento del primo stato egiziano unitario. Sesostris III ridusse i distretti a tre soli: Nord, Sud e Testa del sud, sottoponendoli al controllo di sovrintendenti di nomina regia. In politica estera Sesostris III si mosse in direzione sud, dove il confine con la Nubia venne spostato oltre la 2a cateratta grazie a una serie di campagne che non ebbero più la caratteristica di semplici razzie ma che invece prevedevano la costruzione di piazzeforti atte a controllare le popolazioni locali ed i traffici commerciali. Anche verso est le operazioni militari giunsero alla presa di Sekmen (Sichem) sul fiume Leonte (Libano) con lo scopo di colpire i nomadi Mentiju e Setjetiu e di rafforzare i rapporti con le piccole dinastie locali, spesso egizianizzate.)

### 1870 a.C. - 1851 a.C.
- c. 1870 a.C. - Sharrija 14º re amorreo di Eshnunna[7]
- c. 1869 a.C. - Erra-Imittī 9º re amorreo della I dinastia di Isin. La tradizione storiografica favoleggia che morì per aver mangiato una minestra bollente e lasciò imprevedibilmente il regno ad un re sostituto Enlil-Bani[5].
- c. 1865 a.C.
  - Nur-Adad 9º re amorreo di Larsa.
  - Belakum 15º re amorreo di Eshnunna[7]
- c. 1861 a.C. - Enlil-Bani 10º re amorreo della I dinastia di Isin. Di fatto dà origine a una nuova dinastia dopo la morte precoce del predecessore Enlil-Bani. Si fece definire "re sostituto" per sfuggire alla maledizione che si pensava avesse colpito la dinastia.
- c. 1860 a.C.
  - Sargon I (1860 a.C.-1850 a.C.) 36º Re dell'Assiria (Antico Regno)
  - Warassa 16º re amorreo di Eshnunna[7]
- c. 1855 a.C. - Rubum 17º re amorreo di Eshnunna[5]
- c. 1854 a.C. - Grave inondazione del Tigri e dell'Eufrate provoca grossi problemi a Larsa.
- c. 1852 a.C. - Amenemhat III (Abau) 85º faraone - XII Dinastia (Il regno di Amenemhat III può essere considerato il momento di massimo splendore e potenza del Medio Regno. Per l'Egitto fu un periodo di pace caratterizzato da un notevole sviluppo del commercio anche con l'estero (sicuramente con le città di Biblo e Ugarit, mentre sono supposti ma non comprovati i contatti con Creta)

### 1850 a.C. - 1831 a.C.
- c. 1850 a.C.
  - Puzur-Ashur II (1850 a.C. -1825 a.C.) 37º Re dell'Assiria (Antico Regno) (ultimo Re assiro, gli succederanno sovrani amorriti)
  - Ibal-piel I 17º re amorreo di Eshnunna. La città di Larsa rifiorisce, anche per la crisi delle città egemoni di Larsa ed Isin ed i suoi governanti riprendono l'uso di definirsi re e non governatori[7].
  - Regno indipendente in Elam detto di Anshan e Susa, ad opera di Eparti III.
  - Inizio del periodo Medio Minoico II o Protopalaziale II a Creta.
  - Periodo (II) Periodo elladico medio in Grecia (fino al 1600 a.C.) e Cicladico medio nell'Egeo (fino al 1450 a.C.).
- c. 1849 a.C. - Sin-Iddinam 10º re amorreo di Larsa
- c. 1845 a.C.
  - Sabium 3º Re di Babilonia
  - Ipiq-Adad II 18º re amorreo di Eshnunna. Con una serie di campagne militari annette al regno una serie di centri minori limitrofi, prima indipendenti, come Nerebtum (l'attuale Ishcali), Shaduppum (Tell Harmal), and Dur-Rimush (ubicazione sconosciuta)[7].
  - Ḫurmeli re di Kaneš[9]
  - Shilhaha 2º Re di Elam (Dinastia di Anshan e Susa) - Unificazione del Paese, Teocrazia: il Re assume il titolo di Sukkalmah (vicario della divinità)
- c. 1842 a.C. - Sin-Eribam 11º re amorreo di Larsa
- c. 1840 a.C.
  - Naram-Suen (1840 a.C. -1815 a.C.) 38º Re dell'Assiria amorreo (Antico Regno) - Non deve essere confuso con un re di Eshnunna con lo stesso nome e quasi suo contemporaneo[5].
  - Sin-Iqisham 12º re amorreo di Larsa
- c. 1837 a.C. - Zambija 11º re amorreo della I dinastia di Isin
- c. 1836 a.C. - distruzione del mercato (Karum) di Kaneŝ e della stessa città con un violento incendio (il sito archeologico oggi si chiama in turco Kültepe o collina della cenere)[10], probabilmente in seguito alla conquista della città ad opera del re di Zalpuwa, Uhna, alleato con il re di Hatti, che inoltre trafugò l'idolo dalla città, la statua del dio "Sius". Probabilmente il conflitto fu provocato dallo stesso re di Kaneŝ (probabilmente Ḫurmeli) che, nel tentativo di estendere il suo regno verso nord potrebbe aver interrotto le vie di comunicazione verso quei territori bloccando i commerci[11]. La distruzione di Kaneŝ avrà comunque l'effetto di bloccare per circa trent'anni i commerci fra Anatolia ed Assiria.[12] Per un approfondimento sulla rete di collegamenti commerciali nell'Anatolia di quel periodo vedi la pagina dedicata a sito di Kaneŝ, Kültepe[13]
- c. 1835 a.C. - Silli-Adad 13º re amorreo di Larsa.
- c. 1834 a.C.
  - Iter-Pisha 12º re amorreo della I dinastia di Isin
  - Warad-Sin 14º re amorreo di Larsa.
  - Ḫarpatiwa precedentemente rabi simmiltim, cioè capo della corte a Kaneš, durante il regno di Ḫurmeli, diviene a sua volta re di Kanesh dopo la distruzione della città[9]

### 1830 a.C. - 1801 a.C.
- c. 1830 a.C. 
  - Apil-Sin 4º Re di Babilonia
  - Urdukuga 13º Re amorrita della I dinastia di Isin
  - Regno indipendente a Mari ad opera di Jaggid-lim che diviene il primo re di questa città. Termina il lungo periodo di governo dei šakkanakku (governatori risalenti al periodo Akkaddico e divenuti indipendenti alla sua caduta).[14]Mari e le città della Siria del II millennio a.C.

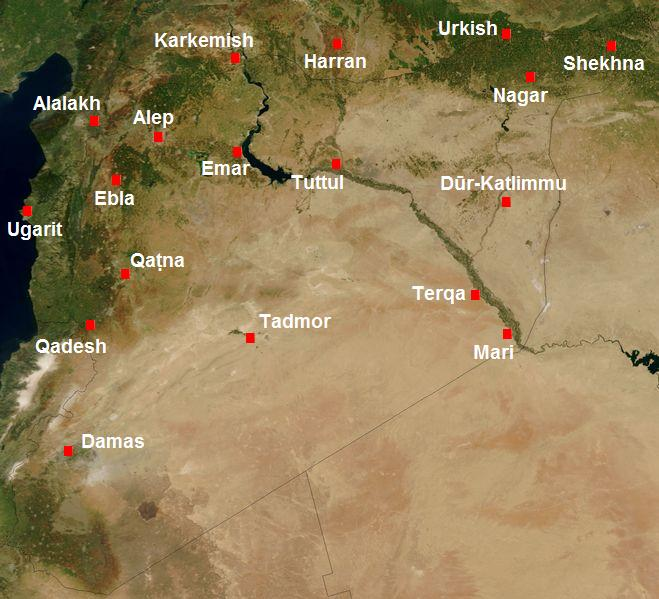
Mari e le città della Siria del II millennio a.C.

  - Kudur-mabuk 3º Re di Elam (Dinastia di Anshan e Susa)
  - Sale al trono in Cina il mitico Imperatore Jiong Xia (12º Dinastia Xia)
- c. 1828 a.C. - Sinmagir 14º Re amorrita della I dinastia di Isin
- c. 1824 a.C. - Ila-kabkabi re di Terqa,(capitale del regno di Kahna).[15]
- c. 1822 a.C. - Rim-Sin I 15º e ultimo Re amorrita di Larsa - Predominio di Larsa sulla Bassa Mesopotamia (eccetto Babilonia). Nel 1763 a.c. Larsa sarà conquistata da Babilonia e perderà l'indipendenza.
- c. 1818 a.C. 
  - Ila-kabkabi re di Terqa (capitale del regno di Kahna) e suo figlio, il futuro Shamshi-Adad I, si rifugiano a Babilonia, quando il loro regno viene invaso dall'esercito del re di Mari, Jaggid-lim, alleato con Ipiq-Adad governatore di Eshnunna a loro volta appoggiati da Naram-Sin, re di Assiria che a sua volta conquistò la città di Ekallatum, seconda città e roccaforte del regno di Khana (di cui non si conosce la locazione).[15]
  - Naram-Sin 19º re amorreo di Eshnunna. Viene ancora talvolta confuso con il suo omonimo re dell'Assiria[7], mentre è ormai accertato che si tratta di due differenti personaggi omonimi[5].
- c. 1817 a.C. - Damiq-Ilishu 15º e Ultimo Re amorrita della I dinastia di Isin - dopo la sua morte (1794 a.C.) la città di Isin sarà dominata da Larsa)
- c. 1815 a.C. - Erishum II (1815-1813 a.C.) 11º Re amorreo dell'Assiria (Antico Regno)
- c. 1813 a.C.
  - Sim-Muballit 4º Re di Babilonia
  - Jahdun-lim 2º Re di MariSituazione politica del Vicino Oriente antico dopo l'incorporazione del regno di Khana ne regno di Mari: Antico Impero Assiro in marrone chiaro, Eshnunna azzurro, Yamkhad in blu, Qatna in marrone, regno di Babilonia durante la prima dinastia.

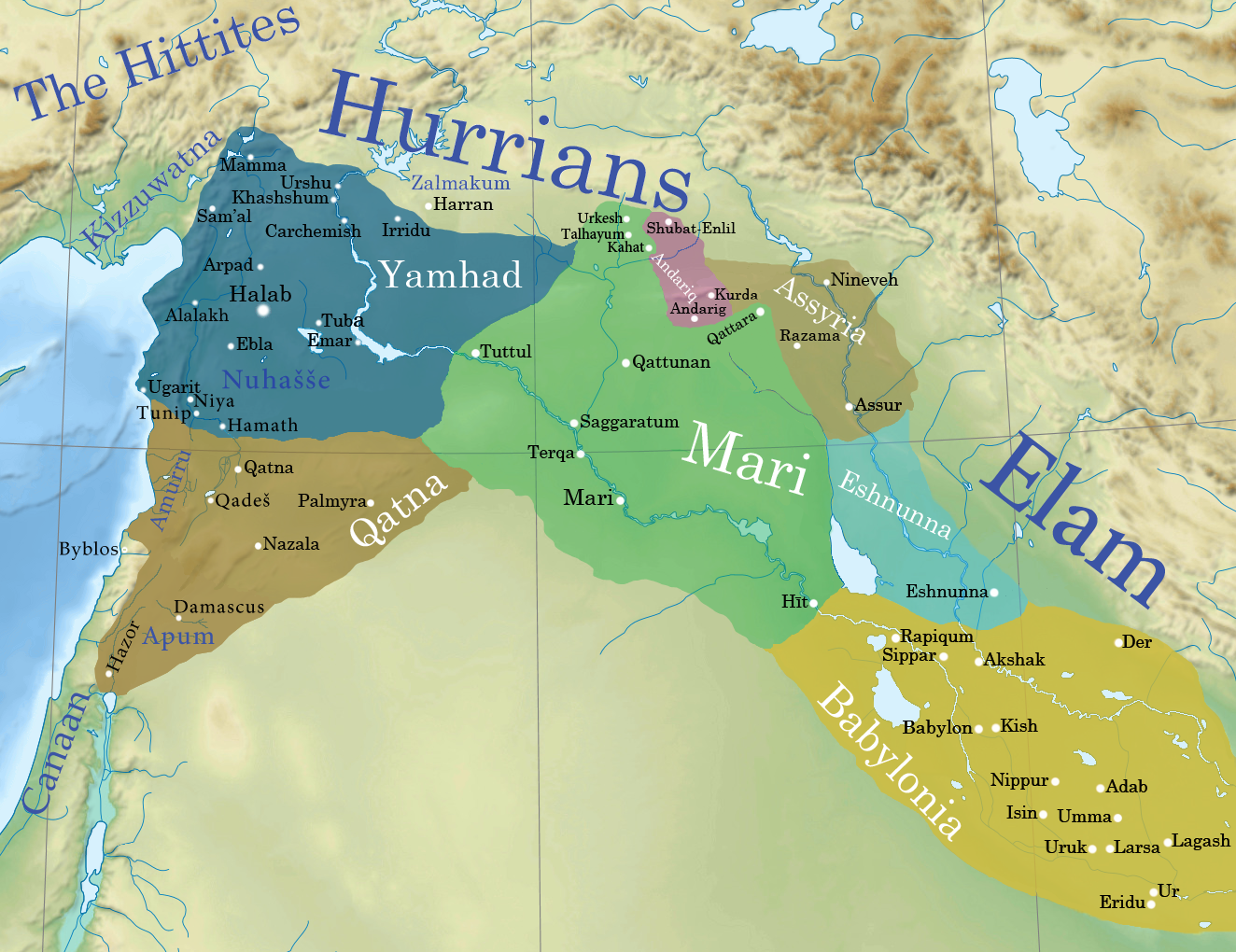
Situazione politica del Vicino Oriente antico dopo l'incorporazione del regno di Khana ne regno di Mari: Antico Impero Assiro in marrone chiaro, Eshnunna azzurro, Yamkhad in blu, Qatna in marrone, regno di Babilonia durante la prima dinastia.

- c. 1811 a.C. - Shamshi-Adad I (1812-1780 a.C., secondo la cronologia media), 12º Re amorreo dell'Assiria (Antico Regno)[16] (o Samsi-Addu), era figlio del re di Terqa (capitale del regno di Kahna) Ila-kabkabi,[17], rifugiatosi in Babilonia dopo essere stato sconfitto e detronizzato dal re di Mari, Yaggid-Lim.[15] Il conflitto scoppiato per il controllo della zona dell'alto Khabur aveva visto il regno di Khan contrapporsi a Yaggid-Lim di Mari alleato con Ipiq-Adad governatore di Eshnunna a loro volta appoggiati da Naram-Suen, re di Assiria.[15] Nel 1818 a.C., dunque, lo sconfitto Ila-kabkabi dovette rifugiarsi a Babilonia, con tutta la famiglia, dove avevano appoggi politici in chiave anti-Eshnunna.[15]. Il futuro Shamshi-Adad I era a quei tempi poco più che un ragazzo ed è molto probabile che abbia frequentato le scuole babilonesi, come era privilegio dei figli di ospiti regali.[15] Il destino di questo giovane condottiero era tracciato: riprendere la guerra contro i nemici di suo padre e così difendere gli interessi di Babilonia alla prima occasione favorevole. L'occasione si presentò circa dopo sette anni con il periodo di instabilità seguito alla morte di Naram-Suen, re di Assiria[15] In quel momento la situazione politica del Vicino Oriente antico è quella nella figura a lato. Shamshi-Adad I decide di riconquistare prima la città di Ekallatum, città che si trovava a circa cinquanta chilometri a sud di Assur ed era considerata una roccaforte.[18] Non sappiamo come egli riuscì ad organizzare un esercito mentre si trovava in Babilonia, ma è probabile che abbia ottenuto l'appoggio delle truppe mercenarie amorree desiderose di ottenere bottino nel saccheggio della città.[15] Rimase tre anni nella roccaforte di Ekallatum probabilmente riorganizzare l'esercito, ma probabilmente anche per contrattare e ricevere finanziamenti da Babilonia da spendere sempre in chiave antiassira.[15] Le fonti non dicono e poi avviò la campagna che lo portò alla conquista del trono di Assiria, detronizzando il figlio di Naram-suen, Erishum II. dove regnò, secondo la cronologia media, tra il 1811 e il 1780 a.C. Si inserì in questa tradizione politica a lui "nettamente estranea"[18] (nello specifico, la dinastia che faceva capo al re Ilushuma[18]) riuscendo peraltro a costituire una rete di rapporti con una serie di staterelli dell'Alta Mesopotamia che gli furono tributari. Ottenne di trasmettere al figlio, Ishme-Dagan, solo la parte settentrionale dell'"impero", cioè l'Assiria propriamente detta (la valle del Tigri tra Ekallatum e Assur, fino al nord del cosiddetto "triangolo assiro"[19]).[18][20][21] Gli scribi neo-assiri cercarono poi "dotte giustificazioni"[18] per correggere l'onta dell'usurpazione di Shamshi-Adad e la cosiddetta Lista reale assira, nella sua prima parte, risulta inattendibile proprio nel suo tentativo di legittimarne l'operato[17]. Shamshi-Adad conquistò in seguito numerose città assire: dopo Ekallatum, dalla quale combatte contro Dadusha di Eshnunna, fu la volta di Assur, sul cui trono subentrò a Erishum[18], e Ninive, dove ricostruì il tempio di Ištar[20]. Affidò quindi al figlio, Ishme-Dagan, la reggenza dell'Assiria e si installò in una nuova capitale, Shubat-Enlil (oggi Tell Leilan), fondata su un centro precedentemente senza importanza (Shekhna), a est del "triangolo del Khabur", con lo scopo di controllare i rapporti tra Assiria e Alta Mesopotamia.[22]

Shamshi-Adad conquistò anche Mari, mettendo in fuga il suo re, Yakdhun-Lim, il quale trovò riparo dall'ex avversario, il regno di Yamkhad, certamente allertato dall'espansione di Shamshi-Adad. A Yasmakh-Addu (Iasmah-Adad), altro suo figlio, Shamshi-Adad affidò la reggenza di Mari, ma con lui ebbe sempre rapporti conflittuali.. A nord eredita l'antica pressione dei montanari dei Monti Zagros, in particolare dei Turukku. Su questo fronte, il re riesce in parte a rimettere in sesto l'antico sistema commerciale che risaliva fino al karum di Kaneš, in Cappadocia (stoffe, metalli). A sud-est il regno di Shamshi-Adad è in contatto con Eshnunna, in questa fase compressa dall'espansione dell'Elam, e Babilonia, centro in forte espansione e destinato ad egemonizzare la Bassa Mesopotamia. A ovest, invece, la situazione è più frammentata: avversario di Shamshi-Adad è il solido regno di Yamkhad, con Yarim-Lim, ma diversi regni posti in Siria, come Karkemiš e Qatna, sono alleati di Shamshi-Adad proprio in chiave anti-Yamkhad. Esistono poi, tra Shubat-Enlil, Mari e Karkemish, altre formazioni minori, subordinate a Shamshi-Adad in varie forme e che costituiscono un presupposto imprescindibile per la ricostruzione dei commerci anatolici.. L'esperienza "imperiale" di Shamshi-Adad si concluse nel sangue. Yasmakh-Addu si sposò con la figlia del re di Qatna e ciò compromise i già tesi rapporti con Yarim-Lim, per cui si finì allo scontro con Yamkhad. Quanto ad Eshnunna, il re Ibal-pi-El aveva nel frattempo trovato una pacificazione con l'Elam, per cui poté volgere la propria potenza contro l'Alta Mesopotamia, finendo per penetrare a fondo nella formazione di Shamshi-Adad. Può darsi che tra Eshnunna e Shamshi-Adad si sia giunti ad un trattato di pace e alleanza, ma di lì a poco si perdono le tracce di Shamshi-Adad, probabilmente scomparso nel tentativo di combattere Yarim-Lim.* c. 1810 a.C.

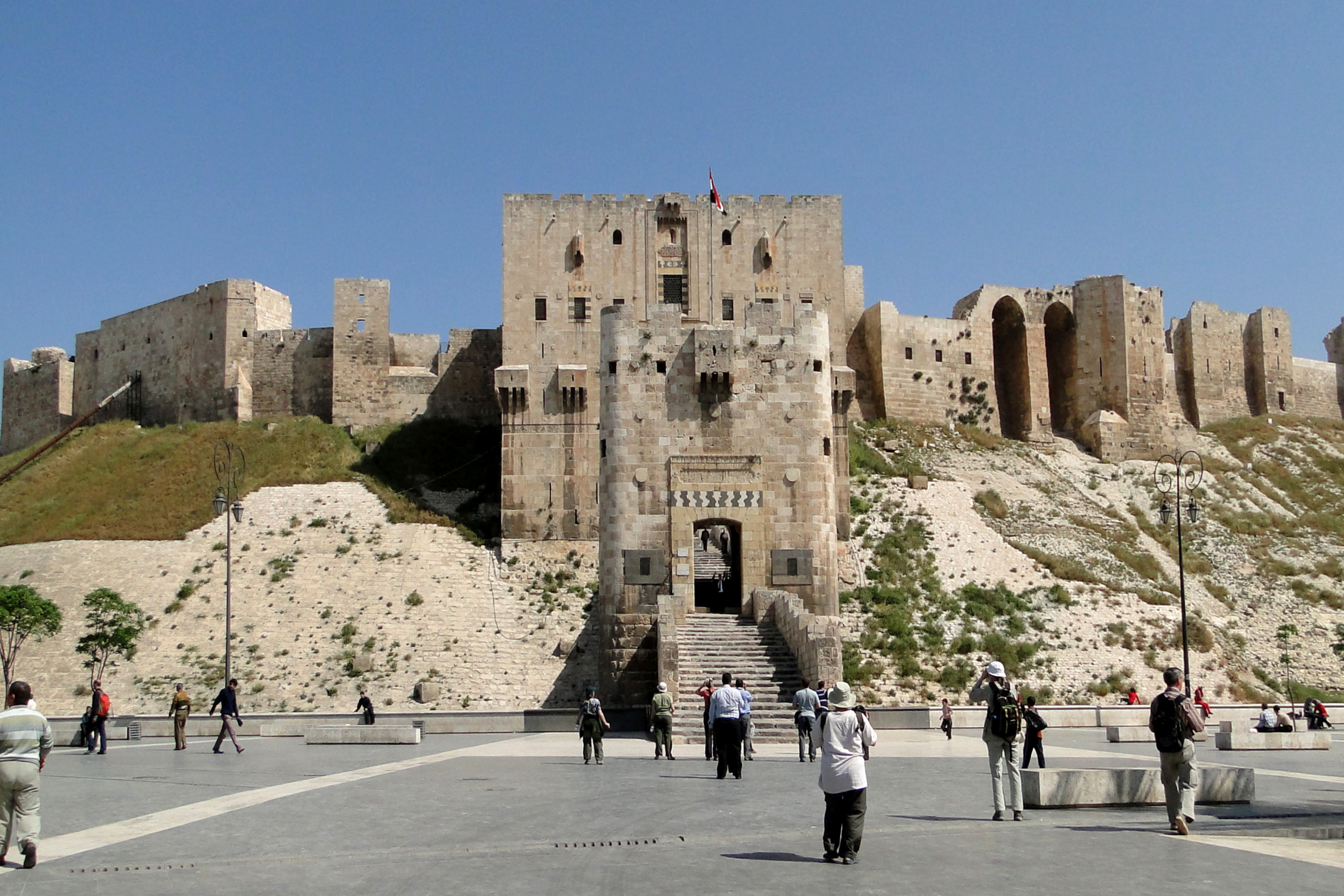
Aleppo Citadella

- - Regno indipendente a Aleppo (Dinastia di Yamhad) ad opera di Sumu-ebukh
  - Sale al trono in Cina il mitico Imperatore Jin Xia (13º Dinastia Xia)
- c. 1808 a.C. - Dadusha 20º re amorreo di Eshnunna. Subì l'attacco del regno della mesopotamia superiore durante Shamshi-Adad I, precedentemente suo alleato e perdette le città di Nerebtum e Shaduppum che riconquistò dopo la morte di Shamshi-Adad I[7].
- c. 1807 a.C. - Amenemhat IV (Kheperkheperu) 86º faraone - XII Dinastia (Non è ricordata alcuna sposa reale e probabilmente non ebbe figli che gli sopravvissero in quanto, alla sua morte, salì al trono la sorella.)
- c. 1803 a.C. - Yasmah-Adad, figlio di Shamshi-Adad I Re d'Assiria, dopo la sconfitta di Jahdun-lim viene nominato Re di Mari[22].

### 1800 a.C. - 1781 a.C.
Troia I
     Troia II
     Troia VI
     Troia VII
     Troia VIII-IX
- c. 1800 a.C.

Strati del sito archeologico di Troia:
Troia I
Troia II
Troia VI
Troia VII
Troia VIII-IX

  - Periodo di Troia VI (Grande città a pianta ellittica disposta su terrazze ascendenti, fortificata da alte e spesse mura, costituite da enormi blocchi di pietra squadrati e levigati, con torri e porte. La distruzione della città dovrebbe essere avvenuta intorno alla metà del XIII secolo a.C. forse a causa di un terremoto.)
  - Prime presenze dei Cassiti sui Monti Zagros (Iran Occidentale)
  - Primi Regni leggendari Ittiti in Anatolia - Si affiancano ai regni autoctoni Hatti, ed ai regni Luvi e Palaici, si ricordano alcuni mitici Re come Pithana (1790 a.C.) Anitta (1770 a.C.). La loro prima capitale fu Kuššara poi Kaneŝ.
- c. 1798 a.C. 
  - Nefrusobek (Sobekkara) 87º faraone - XII Dinastia (Gli avvenimenti del regno di Meritra ci sono praticamente ignoti come ignota è la posizione della sua tomba).
  - sotto il regno di Ishme-Dagan, figlio del re assiro Shamshi-Adad I, il mercato Karum di Kaneŝ viene ricostruito (livello Ib del sito archeologico del Karum fino al 1740 a.C.) e le rotte commerciali fra Assur e le città stato anatoliche vengono riattivate. Il re Inar diviene sovrano del regno di Kaneŝ[12].
  - Zimri-lim 3º Re di Mari: alla morte del re assiro Shamshi-Adad I, elimina il di lui figlio Yasmah-Adad, governatore assiro di Mari, e ripristina la dinastia indipendente.
- c. 1794 a.C.
  - Anum-Hirbi o Anum-Ḫerwa diviene re di Zalwar (Koyuncu Höyük) durante il quarto anno del regno di Zimri-Lim di Mari, sarà citato in documenti assieme a Zimri-lim di Mari e Warshama di Kaneŝ (con cui guerreggiò). Regna prima come vassallo di Yarim-lim di Yamkhad poi estenderà i suoi domini conquistando Mama[25] (in antico assiro, Haššum in antico Babilonese ed in lingua ittita) nel 1791 a.C. al settimo anno del regno di Zimri-Lim; diverrà un potente re anatolico, probabilmente ancora al potere all'inizio del regno del re ittita Anitta[26]
  - Tensione fra il regni di Kaneŝ, governato dal re Inar ed il regno di Mama[25]. Inar vinse il conflitto ma la tensione fra i due regni rimase[12].
  - Fine della I Dinastia di Isin, conquistata da Larsa.
  - Fine del Medio Regno dell'Egitto e inizio del Secondo periodo intermedio dell'Egitto
  - XIII Dinastia: (1794 a.C - 1630 a.C.) 48 Faraoni - 88º-135º Faraone - Ugaf, Amenemhat-senebef, Sankhtawy, Sehetepibra, Iufeni, Sankhibra, Semenkara, Hetepibra, Sewadjkara, Nedjemibra, Khaankhra, Ren(se)neb, Hor I, Amenemhat VII, Sekhemra-Khutawy, Seneferibra, Djedekheperu, Semenkhkara, Sehetepkara, (..)ib-Seth, Sekhemra Wadjkhau, Sobekhotep III, Neferhotep I, Sahathor, Sobekhotep IV, Sobekhotep V, Wahibra, Merneferra, Merhotepra - Inai, Sewadjtu, Mersekhemra, Sewadjkara Hori, Merkaura, illeggibile, perso, illeggibile, illeggibile, Wadjekha, Ibi II, Hor, Se..kara, Sawahenra, [...]ra, illeggibile, Sekhaenra, [...]-ra, Merkheperra, Merkara - (Storicamente è certo che nel corso di questa dinastia l'Egitto perde la sua unitarietà, molti sovrani governano solamente su parte dell'Egitto stesso, talvolta su un solo distretto, anche contemporaneamente ed infatti anche le dinastia (XIV, XV e XVI), sono considerate coeve degli ultimi sovrani della XIII.Gli ultimi sovrani della XIII dinastia, con un dominio limitato alla sola Tebe, e distretti limitrofi, sono tributari dei sovrani hyksos di Avaris (XV dinastia). È possibile che anche alcuni sovrani ascritti a questa dinastia siano stati contemporanei tra loro regnando su città diverse. Con la scomparsa del potere centrale riprende l'infiltrazione di genti di ceppo semita dalla penisola del Sinai.)

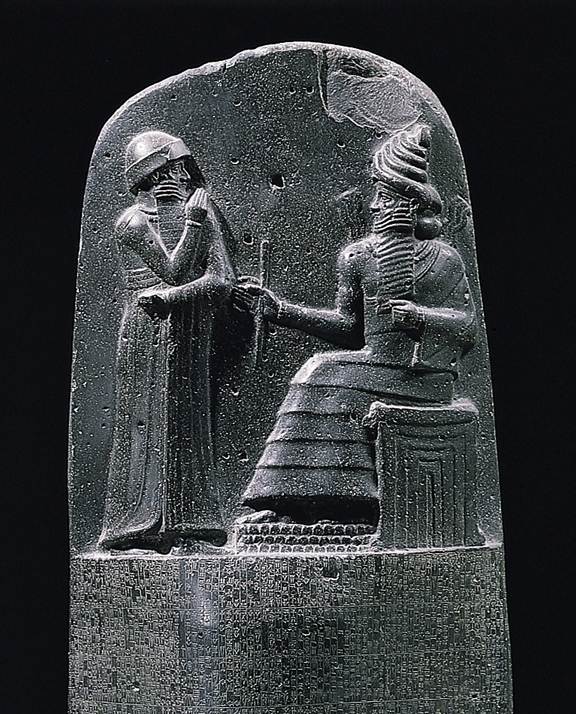
Parte superiore della stele che riporta il Codice di Hammurabi

  - XIV Dinastia: (1794 a.C. - 1630 a.C.) 70 Faraoni - 136º-206º Faraone -Nehesi et al...-NelParte superiore della stele che riporta il Codice di Hammurabi caso della XIV, indicata come provenire da Xois, nel delta del Nilo, attualmente si ritiene che la prima capitale sia stata Avaris e solo dopo il passaggio di questa sotto il controllo dei sovrani della XV Dinastia la regalità si sia spostata a Xois. Contemporanea della XIII Dinastia dinastia e parzialmente anche della XV Dinastia e XVI Dinastia limitò il suo potere a parte del Basso Egitto terminando la sua storia in una posizione di vassallaggio dei sovrani della XV dinastia (gli hyksos).
- c. 1792 a.C. - Hammurabi 6º Re di Babilonia fino al 1749 a.C. Tra il 1764 a.C. e il 1755 a.C. Hammurabi riuscì a conquistare Larsa, a sconfiggere Mari, Eshnunna e l'Assiria. Portando a termine la conquista di Sumer e di Akkad, e ponendo fine all'ultima dinastia sumerica di Isin, fu il primo sovrano dell'Impero babilonese. Egli unificò dunque il regno, favorendo l'idea di una regalità "sacra" e dando alla luce il Codice di Hammurabi, basato sulla legge del taglione.Babilonia all'epoca di Hammurabi (1792-1750 a.C.).

Babilonia all'epoca di Hammurabi (1792-1750 a.C.).

- c. 1791 a.C. - Anum-Hirbi (Anum-Ḫerwa) re di Zalwar (Koyuncu Höyük) conquista il regno di Mama[25] (in antico assiro) o Haššum[27] (in antico Babilonese ed in lingua Ittita)[26]
- c. 1790 a.C.
  - Pithana, re della città di Kuššara[28]; è uno dei primi re degli Ittiti di cui è nota l'esistenza. Pithana, conquistò la città di Neša nel periodo storico corrispondente al principio del livello Karum Ia: Il re di Kussara scese dalla città con grandi forze e conquistò Neša nella notte, con un assalto. Egli catturò il re di Neša ma non fece del male agli abitanti di Neša. Invece li considerò sue madri e padri (Proclama di Anitta §2)[29]. Pithana trasferì la capitale del suo regno a Neša da dove era possibile controllare il commercio fra Anatolia ed Assiria[12]
  - Yarim-lim I 2º Re di Aleppo (Dinastia Yamkhad) - Conquistò la città di Alalakh (Siria)
- c. 1789 a.C. - Sale al trono in Cina il mitico Imperatore Kong Jia (14º Dinastia Xia)
- c. 1785 a.C. - Ibal-piel II 21º re amorreo di Eshnunna. Nel 1776 a.C. il regno di Eshnunna e di Yamkhad alleati, attaccarono il regno della mesopotamia superiore riconquistando i territori persi negli anni precedenti. Nel 1766 a.C. Ibal-piel II portò aiuto alla città di Razama che era sotto assedio[7].

### 1780 a.C. - 1751 a.C.
- c. 1780 a.C.
  - Ishme-Dagan I 13º Re amorreo dell'Assiria (Antico Regno), alla morte del predecessore Shamshi-Adad I- Dal 1760 a.C., il Regno perde la sua indipendenza, occupato dall'Impero babilonese
  - Warsama re di Kaneš. Durante il suo regno un suo vassallo "l'uomo di Taisama" invade alcuni territori del regno di Mama[25](Mama in antico assiro, Haššum in antico Babilonese ed in lingua ittita)[26]. I sovrani dei due regni (Warsama di Kanesh e Anum-Hirbi o Anum-Ḫerwa di Mama) avvieranno trattative diplomatiche per un nuovo accordo al fine di evitare il conflitto e non danneggiare il commercio con l'Assiria. Il situazione politica in Anatolia è comunque divenuta meno stabile ed i sovrani faticano a controllare le aspirazioni di potere dei loro vassalli come si capisce dal testo di una lettera diplomatica in antico assiro su una tavoletta ritrovata nell'archivio del palazzo reale di Kanesh relativa a quegli eventi: Anum-Hirbi, re di Mama, parla come segue: dice Warsama, re di Kanesh 'l'uomo di Taisama è mio schiavo, io lo controllerò, ma tu controllerai l'uomo di Sibuha, tuo schiavo?'. Dato che l'uomo di Taisama è un tuo cane, perché combatte contro gli altri principi? Ha mai combattuto contro gli altri principi l'uomo di Sibuha, mio cane? Un re di Taisama diverrà un terzo re con noi?[9][12][30][31][32].
- c. 1775 a.C. - In Anatolia conquista della città di Kaneš e cattura del suo re (il nome di Warsama non viene citato nel proclama di Anitta, probabilmente non era più al potere) da parte del re di Kuššara, Pithana[28].
- c. 1770 a.C.
  - Hammurabi Re di Babilonia conquista Aleppo ed il regno di Yamkhad
  - Anitta, figlio di Pithana, re di Kaneš e di Kuššara[28]. A lui risale il più antico testo in lingua ittita attualmente conosciuto in scrittura cuneiforme in quanto estratto delle iscrizioni di Anitta a Kaneš, probabilmente compilato ai tempi di Hattušili I (uno dei primi sovrani di Ḫattuša, antico regno): il cosiddetto Proclama di Anitta. Secondo questo testo, il padre di Anitta, Pithana, conquistò Neša (Kaneš, Kültepe)[29]. Durante il suo regno, Anitta sconfisse il sovrano di Hatti Piyusti conquistando e distruggendo Ḫattuša. Anitta si confrontò con quella che sembra essere stata un'alleanza militare di stati che giungeva a sud fino a Zalpuwa. In quest'alleanza Piyusti, re di Hattush, e Huzziya, re di Zalpuwa, giocarono ruoli fondamentali.[33][nota esplicativa 1]. Anitta, vittorioso, catturò il re Huzziya e lo condusse vivo, ma prigioniero, a Kaneš e riportò con sé anche l'idolo protettore della città trafugato anni prima dal re di Zalpa/Zalpuwa.
- c. 1763 a.C.
  - Fine della dinastia di Larsa e inizio della dominazione di Babilonia in Mesopotamia
  - Fine della civiltà dei Sumeri
- c. 1759 a.C. - Distruzione finale di Mari ad opera di Hammurabi
- c. 1758 a.C. - Sale al trono in Cina il mitico Imperatore Gao xia (15º Dinastia Xia)

### 1750 a.C. - 1701 a.C.
- c. 1750 a.C.
  - Samsu-iluna 7º Re di Babilonia (Babilonia perde molte province:Durante il suo regno il pretendente di Larsa, Rim-sin II, e quello di Isin, Iluma-Ilu, riuscirono temporaneamente a riconquistare alcune province, Kutir-Nahhunte I, Re di Elam, liberò il suo paese, come fece il Re Assiro Mut-Ashkur nel 1730 a.C. Durante il suo regno, ci fu anche nel 1741 a.C. la prima invasione dei Cassiti)
  - Abael I 4º Re di Aleppo (Dinastia Yamhad)
  - Rim-sin II tenta invano di riconquistare il trono di Larsa
  - Kuduzulush I 2º Re di Elam della 2º Dinastia
- c. 1747 a.C. - Sale al trono in Cina il mitico Imperatore Fa xia (16º Dinastia Xia)
- c. 1740 a.C. - nuova distruzione del Karum di Kaneŝ probabilmente ad opera delle armate babilonesi, termine del periodo archeologico Ib; i commerci fra l'Anatolia e l'Assiria entrano in crisi fino ad interrompersi completamente (nel livello Ia del sito non si sono trovate tavolette paleo-assire). Le città stato anatoliche entrano progressivamente in crisi e l'area diviene instabile, la vie principali divengono troppo insicure per consentire la prosecuzione dei commerci.
- c. 1735 a.C. - Samsu-iluna distrugge la città di Ur (sarà ricostruita solo dopo più di 4 secoli, nel 1430 a.C.)
- c. 1730 a.C.
  - Mut-Ashkur 14º Re amorreo dell'Assiria
  - Khana in Siria sembra raccogliere l'eredità del Regno di Mari
- c. 1728 a.C. - Sale al trono in Cina il mitico Imperatore Jie xia (17º Dinastia Xia)
- c. 1720 a.C.
  - Rimush 15º Re amorreo dell'Assiria
  - Yarim-lim II 5º Re di Aleppo (Dinastia Yamhad)
  - Tudhaliya re ittita di Kuššara[8][35] (non tutti gli studiosi concordano sull'esistenza di questo re)
  - Prima dinastia Cassita indipendente, fondata da Gandash (I Cassiti, popolo di origine sconosciuta, provenivano dai Monti Zagros in Iran nord-occidentale, e attaccarono in questo periodo Samsu-iluna 7º Re di Babilonia).
  - Kutir-Nahhunte I 2º Re di Elam della 2º Dinastia
  - Inizio delle invasioni Hyksos in Egitto (popoli Semiti che introducono in Egitto l'uso del cavallo, del carro da guerra, del bronzo e nuove armi)
- c. 1712 a.C. - Abi-Eshuh 8º Re di Babilonia
- c. 1710 a.C.
  - Asinum 16º Re amorreo dell'Assiria
  - PU-Sarruma, re di Kuššara del 1710 al 1680, designò come suo successore il genero Labarna (LabarnaI) che sarà il fondatore dell'impero Ittita.
- c. 1706 a.C. - Periodo di anarchia in Assiria, fino al 1700 a.C.: 7 usurpatori (Assur-dugul, Assur-apla-idi, Nasir-Sin, Sin-namir, Ibqi-Ishtar, Adad-salulu, Adasi)

### 1700 a.C. - 1681 a.C.
- c. 1700 a.C.
  - Assiria e Mesopotamia:
    - Belu-bani 17º Re dell'Assiria
    - Agum I 2º Re dei Cassiti

  - Vicino Oriente: Niqmepa I 6º Re di Aleppo (Dinastia Yamhad)
  - Persia: Lilairtash 3º Re di Elam (seguito da altri 2 sovrani, Temti-Agun e Kutir-Shilhaha) della 2º Dinastia (fino al 1650 a.C.)
  - Nubia: Il Regno di Kush annetté un'intera area situata all'incirca presso le attuali città di Dongola e di Atbara nell'odierno Sudan.
  - Antica Grecia:
    - Inizio del periodo Medio Minoico III o Protopalaziale III a Creta (Probabile terremoto a Cnosso, tutti i palazzi di Cnosso e Festo vengono ricostruiti: ha inizio il periodo di massima potenza della civiltà minoica e della supremazia di Cnosso sull'isola).
    - Primi insediamenti ad Atene, Sparta e Micene e prime tracce della Civiltà micenea in Grecia.

  - Italia: Cultura di terramare in Italia settentrionale (fino al 1300 a.C.)
  - India: Cultura tardo Harappiana nella Civiltà della valle dell'Indo (fino al 1300 a.C.)
- c. 1690 a.C. - Libaia 18º Re dell'Assiria
- c. 1683 a.C. - Ammi-Ditana 9º Re di Babilonia

### 1680 a.C. - 1675 a.C.
- c. 1680 a.C.
  - Kashtiliash I 3º Re dei Cassiti
  - Primo imperatore ittita, Labarna I (fino al 1650), nella città di Kuššara in Anatolia - Inizio dell'Antico Regno Ittita (fino al 1500 a.C.) - Kussara, da regno cittadino, divenne capitale di uno Stato regionale abbastanza vasto, che toccava forse il Mar Mediterraneo.
- c. 1675 a.C.
  - Inizio della Dinastia Shang in Cina -La dinastia Shang sarebbe stata fondata da un comandante che si ribellò all'ultimo sovrano della dinastia Xia. Le Memorie di uno storico di Sima Qian affermano che la capitale della dinastia Shang cambiò sei volte. Una linea ereditaria di sovrani Shang regnò su gran parte della Cina settentrionale, e l'esercito Shang combatté frequentemente contro i popoli insediati nelle vicinanze e contro i nomadi della steppa dell'Asia interna. Le capitali della dinastia Shang, in particolare quella di Yin, erano i centri di una brillante vita di corte, dove si svilupparono rituali cortesi per propiziare la benevolenza degli spiriti nei confronti dei sovrani. Il re, oltre ad essere il capo politico, era il centro del culto degli antenati e degli spiriti. Il sovrano praticava spesso personalmente la scapulomanzia, specialmente verso la fine della dinastia. Testimonianze rinvenute nelle tombe reali indicano che i membri delle famiglie reali erano sepolti con oggetti di valore, che dovevano servire nell'aldilà. Forse per la stessa ragione, centinaia di persone, forse schiavi, erano sepolti vivi insieme al re morto. La dinastia Shang aveva sviluppato un complesso sistema di scrittura. Anche la fusione del bronzo e la produzione di vasellame era molto avanzata nel periodo della cultura Shang. Gli astronomi della dinastia Shang avevano già scoperto Marte e varie comete. In questo periodo furono inventati molti strumenti musicali. L'influenza della dinastia Shang si estendeva fino agli estremi nord-orientali della regione dell'odierna Pechino. Di Xin, noto anche come Zhou, l'ultimo re della dinastia Shang, si suicidò dopo la disfatta del suo esercito ad opera della Dinastia Zhou. Le leggende raccontano che la sconfitta fu dovuta al tradimento dell'esercito che si unì ai ribelli in occasione della battaglia decisiva.-

- - Sviluppo dei primi sistemi di scrittura cinese
  - Sale al trono in Cina il mitico Imperatore Tang Shang (1º Dinastia Shang)

### 1674 a.C. - 1651 a.C.
- c. 1674 a.C.
  - XV Dinastia: (1674 a.C. - 1540 a.C.) 7 Faraoni -comprende quei sovrani, di stirpe semitica, che governarono quasi tutto l'Egitto da Avaris. Si ritiene che la prima capitale durante la XIV dinastia sia stata Avaris, ma dopo il passaggio di questa sotto il controllo dei sovrani della XV dinastia la regalità si sia spostata a Xois, nel delta del Nilo, e che sono conosciuti come hyksos, o meglio come grandi hyksos in quanto altri sovrani locali, sempre di stirpe semita, sono raccolti nella XVI dinastia e sono detti piccoli hyksos. Il nome, hyksos, deriva da hka haswt ossia capi di un paese straniero, come risulta dal Canone Reale, e quindi inizialmente non identificava un popolo ma solamente i suoi governanti. Le popolazioni che in seguito vennero indicate con tale nome era chiamate dagli egizi asiatici, provenivano dalle regioni palestinese e siriana e si erano lentamente, e pacificamente, infiltrate nel delta del Nilo non appena il controllo sulle frontiere, costante durante il Medio Regno, si era allentato. Dopo essersi, almeno in parte, egizianizzate, tali popolazioni, approfittando del collasso del potere centrale, cominciarono a governarsi autonomamente soggiogando e rendendo tributari anche i dinasti egizi locali.
  - Sehaenra (Salitis) 207º faraone, 1º Sovrano Hyksos - XV Dinastia - Il Salitis manetoniano, sconfigge il re Tutimaios (identificato da taluni con Wadjekha della XIII Dinastia) e conquistata Menfi fonda la XV dinastia.
  - XVI Dinastia: (1674 a.C. - 1540 a.C. ?) 15 Faraoni (elencati in ordine alfabetico, non cronologico) - 214º-228º Faraone - Ahotepra, Anater, Aperanat, Khauserra Aanu, Meribra, Nebmaatra, Nebuserra, Nikara II, Nebuankhra, Sekhaenra Yakebmu, Keur (Kur), Senes, Semqen, Pepi III, Wadji- (La XVI dinastia egizia, di norma inserita nel periodo storico detto secondo periodo intermedio, raccoglie i sovrani, noti solamente da reperti archeologici (quasi sempre scarabei o sigilli a rullo), che governarono su piccole parti del Basso Egitto come vassalli dei sovrani hyksos della XV dinastia. Dall'analisi dei nomi risulta come alcuni di questi siano tipicamente semiti mentre altri egizi.-
- c. 1673 a.C. - Sharma-Adad I 19º Re dell'Assiria
- c. 1661 a.C. - Iptar-Sin 20º Re dell'Assiria
- c. 1660 a.C. - Ushshi 4º Re dei Cassiti, al quale succedono 5 Re: Abirattash Kashtiliash II Urzigurumash Harbashihu Tiptakzi (fino a c. il 1610 a.C.)
- c. 1655 a.C. - Sheshi (Bnon) 208º faraone, 2º Sovrano Hyksos - XV Dinastia -Dai dati stratigrafici risulterebbe che questo sovrano è stato contemporaneo di Rahotep, considerato il fondatore della XVII dinastia)

### 1650 a.C. - 1625 a.C.
- c. 1650 a.C.
  - Kuk-Nashur II 6º Re di Elam (seguito da altri 8 sovrani, Temti-raptash e Simut-wartash II) della 2º Dinastia (fino al 1600 a.C.)
  - Irkabtum 7º Re di Aleppo, seguito da Hammurabi II e Yarim-lim III (Dinastia Yamhad), fino alla conquista Hittita da parte di Muršili I
  - Regno Fenicio indipendente a Biblo: attestazioni di prime scritture alfabetiche riportanti il nome del Re Shaphatba'al.
  - Antico Egitto: lo scriba Ahmes scrive il Papiro di Rhind.

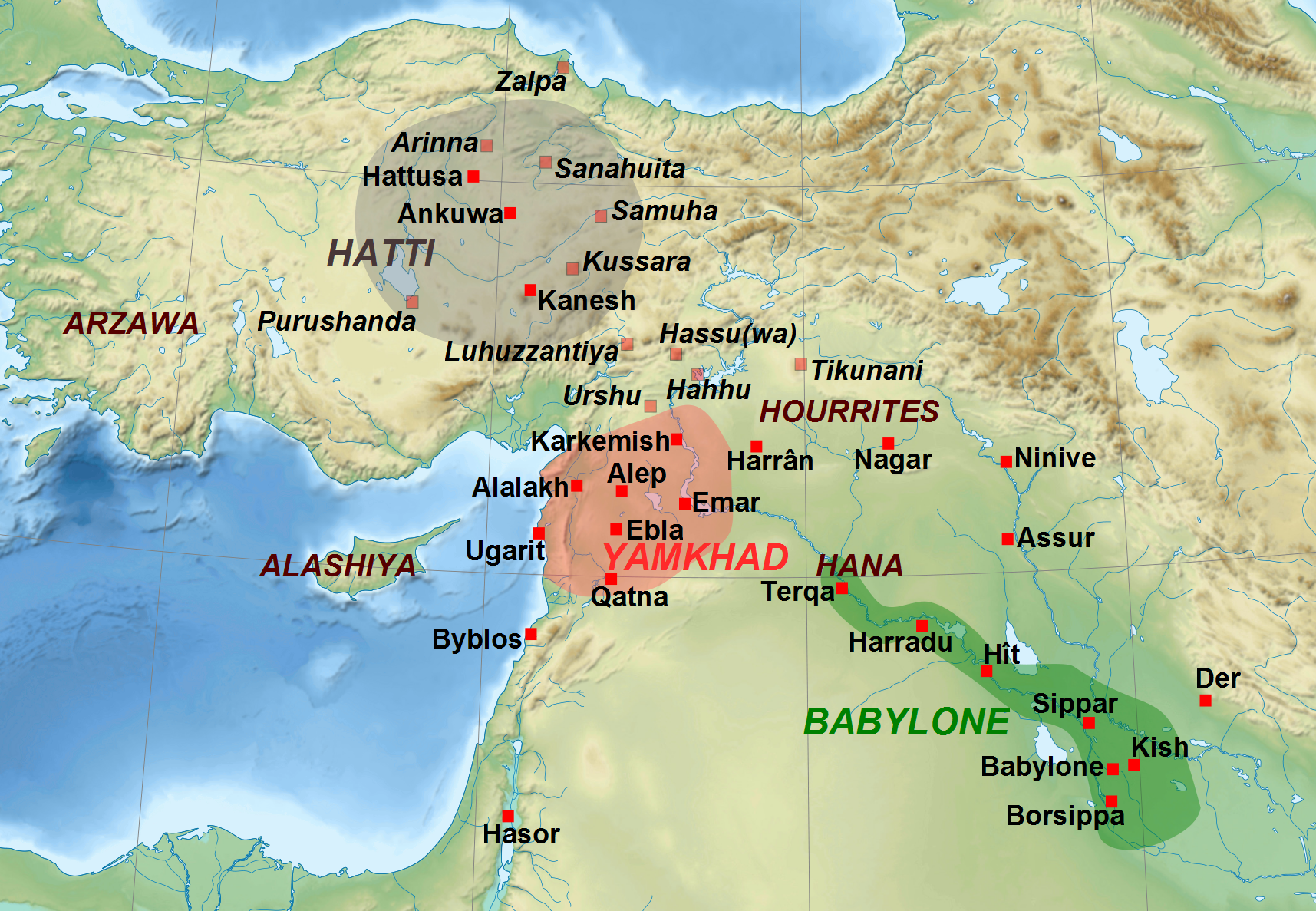
carta politica del Medio Oriente Antico nel 1600 a.C.

- - Hattušili I 2º Re dell'antico Impero hittita (fino a ca 1620 a.C.) - Trasferimento della capitale ad Hattusas -Continuò l'espansione militare sia verso ovest sia verso la Siria settentrionale, con la conquista di Ursum, Hassum, Hahhum, Alalakh. Lo Stato ittita venne così a fronteggiare il potente regno di Yamhad (Aleppo) col quale iniziò una dura lotta. Ai successi militari non si accompagnava la solidità politica interna: lo attestano una rivolta generale verificatasi mentre il re era impegnato contro Arzawa, e soprattutto lo documenta il "Testamento" col quale il re diseredava i suoi discendenti diretti e designava a successore un figlio adottivo, Muršili I, denunciando le trame cui era stato sottoposto all'interno stesso della corte e della famiglia reale.
- c. 1649 a.C. - Bazaia 21º Re dell'Assiria
- c. 1646 a.C.
  - Ammi-saduqa (1646-1626 a.C.) 10º Re di Babilonia. Durante il suo regno vennero raccolte le informazioni astronomiche sui movimenti di Venere riportate sulla neoassira Tavoletta di Venere di Ammi-saduqa
  - Sale al trono in Cina l'Imperatore Da Ding (2º Dinastia Shang) -Seguono altri 29 sovrani: Wài Bing, Zhòng Rén, Tài Jia, Wò Ding, Tài Geng, Xiao Jia, Yong Ji, Tài Wù, Zhòng Ding, Wai Ren, Hé Dan Jia, Zu Yi, Zu Xin, Wò Jia, Zu Ding Nán Geng, Yáng Jia, Pán Geng, Xiao Xin, Xiao Yi, Wu Ding, Zu Geng, Zu Jia, Lin Xin, Geng Ding, Wu Yi, Wén Ding, Dì Yi, Dì Xin- (fino al 1046 a.C.)
- c. 1640 a.C.
  - Seker-her (Seker-her) 209º faraone, 3º Sovrano Hyksos - XV Dinastia
  - Meruserra (Apachnan) 210º faraone, 4º Sovrano Hyksos - XV Dinastia -Sovrano non molto documentato conosciuto solamente per alcuni scarabei e pochi altri reperti.
- c. 1630 a.C. -Eruzione del vulcano di Santorini e distruzione del palazzo di Cnosso -Inizio di decadenza della civiltà Minoica, decadenza della civiltà egea
- c. 1626 a.C. - Samsu-Ditana 11º e Ultimo Re di Babilonia della I Dinastia infatti nel 1595 a.C., le armate Ittite comandate dal Re Muršili I invaderanno Babilonia.

### 1624 a.C. - 1601 a.C.
- c. 1622 a.C. - Lullaia 22º Re dell'Assiria
- c. 1620 a.C.
  - Muršili I 3º Re dell'antico Impero hittita approssimativamente dal 1620 al 1590 a.C. - proseguì l'espansione verso sud-est, realizzando la conquista e annessione di Aleppo (1600 a.C.), e persino in una fortunata spedizione contro la lontana Babilonia (1595 a.C.), dalla quale riportò ricco bottino e gran prestigio. Lo Stato ittita in questa fase (detta "Antico Regno") dà l'impressione di vitalità ed energia soprattutto sul piano militare, ma anche di carenze organizzative. In effetti la struttura del potere, che il re doveva difendere dall'ingerenza della cerchia nobiliare e forse dell'assemblea dei funzionari di palazzo (il "panku"), mostra una progressiva debolezza che porterà alla serie successiva di usurpazioni violente.
  - XVII Dinastia: (1620 a.C. - 1525 a.C.) - 16 Faraoni - 229º-244º Faraone - La XVII dinastia egizia, inquadrabile del secondo periodo intermedio, raccoglie i principi di Tebe che governarono sull'Alto Egitto in una prima fase, come tributari dei sovrani della XV dinastia, per giungere con l'ultimo sovrano, Kamose, a ristabilire il potere su tutto l'Egitto.-
  - Rahotep (Wah-ankh) 229º faraone - XVII Dinastia - Rahotep è considerato, almeno da una parte degli studiosi, il fondatore della XVII dinastia. Altri pongono prima di Rahotep Antef V. Il suo nome compare correlato a lavori di restauro dei templi di Min a Copto e del tempio di Osiride ad Abido. Per quanto riguarda la relazione tra questo sovrano ed il suo successore sappiamo che Ameni, figlio di Rahotep sposò una figlia di Sobekemsaf
- c. 1617 a.C. - Sobekemsaf (Sobekemsaf I) 230º faraone - XVII Dinastia - L'attività edilizia di questo sovrano è stata rilevata nella regione tebana, ad Abido ed a Elefantina provando così come Sobekemsaf controllasse tutto l'Alto Egitto.A lui sono anche attribuiti alcuni graffiti provenienti dalle cave dello Uadi Hammamat. Sobekemsaf, che probabilmente fu il padre di suo successore, Sobekemsaf II, venne sepolto in una tomba a Dra Abu el-Naga.
- c. 1615 a.C. - Shu-Ninua 23º Re dell'Assiria
- c. 1601 a.C. - Sharma-Adad II 24º Re dell'Assiria

### 1600 a.C. - 1581 a.C.
- c. 1600 a.C.
  - Vicino Oriente
    - Inizio del dominio ittita nella regione del Mar Mediterraneo orientale: Conquista di Aleppo
    - Distruzione di Ebla ad opera degli Ittiti

  - Antico Egitto:
    - Suserenra (Jannas) 211º faraone, 5º Sovrano Hyksos - XV Dinastia -Il ritrovamento a Gebelein di un blocco con incisi i cartigli di Seuserenra conferma che, almeno per un certo tempo, il potere hyksos giungeva fino alle porte dell'Alto Egitto.
    - Djeuti (Iti -men - khetu) 231º faraone - XVII Dinastia
    - Montuhotep VII (Sewadj.. ra) 232º faraone - XVII Dinastia
    - Nebirau (Nebirau I) 233º faraone - XVII Dinastia

  - Armenia: Confederazione fra i Regni di Hayasa (Armeni) e Azzi (Urartu) (Regno di Hayasa-Azzi) in Armenia
  - Persia: Kudu-zulush II 6º Re di Elam (seguito da Sirtuh) della 2º Dinastia (fino al 1550 a.C.)
  - Antica Grecia:
    - Inizio del periodo Antico Miceneo in Grecia(o Periodo (III) tardo Elladico), fino al 1500 a.C. (La civiltà micenea è caratterizzata da città-stato rette da un monarca dotato di poteri politici e religiosi, affiancato da un'aristocrazia militare. Al principale centro Micene si affiancano Argo, Tirinto, Sparta e Pilo nel Peloponneso, Orcomeno in Beozia e Atene nell'Attica)
    - Rodi è occupata dai Micenei, successivamente dagli Achei
    - Cipro è occupata dai Micenei

  - Ucraina: Cultura di Srubna (forse Cimmeri) (fino al 900 a.C.)
- c. 1598 a.C. - Erishum III 25º Re dell'Assiria
- c. 1595 a.C.
  - Fine della dominazione di Babilonia in Mesopotamia, sconfitta dal Re Ittita Muršili I e inizio della dominazione cassita in Mesopotamia meridionale, che continuerà fino al 1157 a.C.
  - Agum II 10º Re dei Cassiti e di Babilonia fino al 1565 a.C.
- c. 1590 a.C. - Hantili I 4º Re dell'antico Impero hittita dal 1590 circa al 1560 a.C. circa. - Mursili fu ucciso dal cognato Hantili, che gli succedette sul trono dando inizio a una lunga serie di torbidi e parallelamente alla decadenza politica (i possedimenti siriani andarono perduti).
- c. 1586 a.C. - Il Regno assiro viene occupato dagli Ittiti (fino al 1580 a.C.).
- c. 1581 a.C. - Secondo la tradizione, in questa data si insediò il leggendario Cecrope, primo Re di Atene

### 1580 a.C. - 1571 a.C.
- c. 1580 a.C.
  - Nebirau II (Nebiritaura) 234º faraone - XVII Dinastia - Sovrano noto solamente dal Canone Reale. Secondo alcuni storici si tratta solamente di un errore di sdoppiamento del predecessore ossia di un nome del tutto fittizio inserito erroneamente dallo scriba di epoca ramesside autore del papiro.-
  - Semen-en-ra (Semenenra) 235º faraone - XVII Dinastia - Sovrano noto solamente dal Canone Reale e per una testa d'ascia, conservata a Londra che reca graffito il suo nome.
  - Beb-ankh (Seuserenra) 236º faraone - XVII Dinastia - Sovrano noto solamente dal Canone Reale e la sala degli antenati di Karnak. Nel 1984 il ritrovamento di una stele, frammentaria, nelle miniere di galena di Gebel Zeit, sul mar Rosso, ne ha confermato l'esistenza.

### 1570 a.C. - 1551 a.C.
- c. 1570 a.C. - Sobekemsaf II (Sekhemra Sedtawy) 238º faraone - XVII Dinastia - Sovrano noto solamente dal Canone Reale e la sala degli antenati dell'Akh-Menu di Karnak. Il suo nome è citato nel Papiro Abbott. Tale testo riporta l'indagine svolta durante il regno di Ramesse IX della XX Dinastia sui violatori di tombe reali. Dalla ricognizione risulta che solo le tombe di Sobekemsaf II e quella della sua sposa Nebkhas erano state saccheggiate nella necropoli di Dra Abu el-Naga, il cosiddetto cimitero degli Antef.
- c. 1567 a.C. - Shamshi-Adad II 26º Re dell'Assiria
- c. 1561 a.C. - Ishme-Dagan II 27º Re dell'Assiria
- c. 1560 a.C.
  - Zidanta I 5º Re dell'antico Impero hittita dal 1560 circa al 1550 a.C. circa. - uccise il figlio di Hantili I.
  - Ipepi (Aphophis I) 212º faraone, 6º Sovrano Hyksos - XV Dinastia -L'unica data che possediamo è il 33º anno, 4º mese di akhet di regno di Aauserra Ipepi, che compare come data di compilazione del Papiro di Rhind, importante testo matematico, copia di un precedente di provenienza tebana.
- c. 1555 a.C. - Iniotef (Antef V) 239º faraone - XVII Dinastia - Per quanto riguarda la durata del regno si possiede solamente una data, proveniente da un decreto reale rinvenuto a Copto datato al 3º anno di regno.

### 1550 a.C. - 1541 a.C.
- c. 1550 a.C.
  - Tan-Uli 8º Re di Elam (seguito da Temti-halk) della 2º Dinastia (fino al 1550 a.C.)
  - Ammuna 6º Re dell'antico Impero hittita fino al 1530 a.C. circa - uccise suo padre Zidanta I.
  - Initef-Aa (Antef VI) 240º faraone - XVII Dinastia - Il nome di questo sovrano è seguito dall'epiteto Aa, ossia grande, da intendersi come il vecchio, e questo, insieme a un'iscrizione sul coperchio del suo sarcofago, porta a pensare che fosse il fratello maggiore di Antef VII. Di Antef VI sappiamo poco altro tranne che la madre ebbe l'appellativo di Grande sposa reale.
  - Testimonianze più antiche conosciute sulla presenza del cervello e del sistema nervoso, contenute in papiri egizi di argomento medico.
  - Inizio del periodo Tardo Minoico I o Neopalaziale I a Creta (prima fase del tardo minoico, alcuni palazzi vennero nuovamente distrutti, forse con la sola eccezione di quello di Cnosso. Ha inizio la decadenza della Civiltà minoica).
- c. 1545 a.C. - Shamshi-Adad III 28º Re dell'Assiria

### 1540 a.C.
- c. 1540 a.C.
  - Khamudi (Nekhira) 213º faraone, 7º e ultimo Sovrano Hyksos - XV Dinastia - Khamudi fu l'avversario di Ahmose, fondatore della XVIII dinastia, che proseguì l'opera di riconquista dell'Alto Egitto iniziata dal fratello Kamose. La caduta di Avaris è quindi del dominio hyksos in Egitto dovrebbe essere avvenuta nell'11º anno di regno di Khamudi e quindi intorno al 1530 a.C.:
  - Initef (Antef VII) 241º faraone - XVII Dinastia - Probabilmente fratello del suo predecessore, Antef VI, di questo sovrano possediamo la bara lignea. Il regno di Antef VII dovrebbe essere stato molto breve.
  - Senekhtenra Ahmose (Tao I) 242º faraone - XVII Dinastia - Sovrano documentato nella Sala degli Antenati di Karnak e nella tomba di Khabekhnet a Deir el-Medina. La tradizione vuole che abbia avuto come moglie Tetisheri, la Grande sposa reale madre di Tao II e della regina Ahhotep I.
  - Ta'o (Tao II) 243º faraone - XVII Dinastia - Seqenenra Ta'o è ricordato per essere il sovrano egizio che dette inizio alle campagne che avrebbero portato all'espulsione dei sovrani hyksos dall'Egitto. L'avversario di Seqenenra fu Ipepi.
  - Kamose (Uadjkheperra) 244º faraone - XVII Dinastia - Forse fratello di Seqenenra Tao, Kamose è ricordato come uno dei principali artefici della riscossa egizia dal dominio hyksos. I fatti inerenti al suo regno ci sono narrati da due stele, di cui una frammentaria, rinvenute a Karnak e dalla cosiddetta Tavoletta Carnarvon. Di fatto con l'occupazione del Delta Kamose riunificò l'intero Egitto.

### 1539 a.C. - 1526 a.C.
- c. 1535 a.C. - Ahhotep (ah htp) 245º faraona - XVII Dinastia - consorte di Kamose della XVII dinastia egizia e madre di Ahmose, primo sovrano della XVIII dinastia. Dopo la morte di Kamose ricoprì per circa 10 anni il ruolo di reggente in nome del figlio ancora minorenne.-
- c. 1530 a.C. -
  - Huzziya I 7º Re dell'antico Impero hittita dal 1530 circa al 1525 a.C. circa. - divenne re grazie alla morte dei due fratelli più grandi
  - Ishputahshu primo re conosciuto del regno di Kizzuwatna, firmò con il re ittita Telepinu un trattato di alleanza contro l'impero di Mitanni
  - Inizio del Nuovo Regno dell'Egitto (1530 a.C. - 1080 a.C.)
  - Ahmose (Amosis) 246º faraone - 1º Faraone della XVIII Dinastia - Con molta probabilità Ahmose era il fratello minore di Kamose, infatti egli chiama madre di mia madre, madre di mio padre, Grande Sposa reale la regina Tetisheri moglie di Seqerenra Ta'o. Madre di Ahmose fu Ahhotep I, sorella e moglie di Ta'o che tenne la reggenza in nome del figlio dopo la morte di Kamose. Sposa principale di questo sovrano fu Ahmose Nefertari, forse figlia di Kamose, una delle figure femminili più note della storia egizia. Alla ripresa delle ostilità Ahmose avrebbe riconquistato Menfi ed Heliopolis quasi senza combattere per poi muovere verso il delta del Nilo e la capitale nemica Avaris. Questa città sarebbe stata ceduta dagli asiatici senza combattere mentre l'assedio a Sharuhen, principale piazzaforte dei sovrani hyksos in Medio Oriente sarebbe durato ben tre anni. Eliminato il pericolo al nord Ahmose dovette spostarsi nel sud, risalendo il Nilo, per affrontare il regno che si era formato in Nubia, regno di cui è nota l'alleanza con i sovrani hyksos. Negli ultimi anni del suo regno dovette ancora affrontare varie ribellioni probabilmente fomentate da quei principi locali che avevano servito come vassalli dei sovrani hyksos.
  - Nasce il regno del Regno Hurrita di Mitanni, approfittando del vuoto di potere generatosi nella Mesopotamia del nord in seguito alla caduta dell'impero babilonese amorrita nel 1595 a.C. Shuttarna I (1530 a.C.-1510 a.C.), primo re attestato, benché poco conosciuto
- c. 1529 a.C. - Ashur-nirari I 29º Re dell'Assiria (Costruì il tempio di Sin-Namash ad Assur)
- c. 1527 a.C. - Burnaburiash I 11º Re dei Cassiti e di Babilonia (III Dinastia Cassita)
- c. 1526 a.C. - Telipinu 8º Re dell'antico Impero hittita governò dal 1525 a.C. al 1500 a.C circa -Quest'ultimo si presentò come restauratore dell'ordine e descrisse a tinte fosche il regno dei suoi predecessori; ma il testo delle "Riforme" da lui promulgate sembra puramente velleitario. Sul piano internazionale lo Stato non aveva più la preminenza assoluta neppure in Anatolia, come mostrano trattati stretti su un piano paritetico tra i re ittiti e quelli di Kizzuwatna. La situazione peggiorò ulteriormente per l'ascesa del regno di Mitanni che conglobò nella sua sfera di influenza sia Aleppo sia Kizzuwatna.

### 1525 a.C. - 1501 a.C.
- c. 1525 a.C. - Amenhotep I (Amenophis I) 247º faraone - XVIII Dinastia - Figlio, non primogenito, di Ahmose e di Ahmose Nefertari, ebbe come moglie Ahmose Meritamon indicata come Figlia del re, sorella del re, Grande Sposa reale. Un'annotazione sul rovescio del papiro conosciuto come Papiro medico Ebers permette di datare con sufficiente precisione il suo regno (ed anche quelli prossimi al suo); infatti sul papiro è scritto: festa dell'anno nuovo, 3º mese di shmu, 9º giorno, levarsi di Sodpu (Sirio) il tutto datato al 9º anno di regno di Amenhotep. Le date delle levate eliache di Sirio possono essere calcolate, in riferimento al nostro calendario, fornendo così un potente strumento per le correlazioni cronologiche. Amenhotep svolse un'intensa attività edilizia in tutto l'Egitto ed in modo particolare nelle città che erano state alleate durante la lotta contro i sovrani hyksos. Questa grande attività edilizia comportò la riapertura delle cave di Gebel Salsila e di quelle di Serabit el-Khadim, situate nella penisola del Sinai e non più utilizzate fin dalla XII Dinastia. Viene anche attribuito a questo sovrano il primo impianto del villaggio operaio di Deir el-Medina, destinato ad ospitare gli operai specializzati nella realizzazione delle tombe reale, impianto che si svilupperà compiutamente sotto i suoi successori. Per quanto riguarda l'attività militare questa si concentrò soprattutto verso la Nubia mentre non si hanno notizie di campagne in Asia. Anche in questo caso le nostre fonti primarie sono le iscrizioni tombali di Ahmes figlio di Abana e di Ahmes Pennekhebet, due militari che avevano già servito sotto Ahmose. La penetrazione egizia arrivò fino a Gebel Barkal nei pressi della quarta cateratta, importante posizione di controllo delle piste che attraversavano il deserto provenendo da sud. Nel 7º anno di regno di Amenhotep tutta la Nubia viene messa sotto il controllo del Figlio del re di Kush, titolo spesso riservato ad un principe reale. Anche l'introduzione del titolo Sovraintendente delle oasi fa ritenere che in seguito a una campagna militare le oasi del deserto libico siano state pacificate e reinserite all'interno dello stato. Al regno di questo sovrano viene fatta risalire la stesura della versione definitiva del Libro dell'Amduat, uno dei testi funerari di maggior importanza e che viene rinvenuto, per la prima volta, sulle pareti della tomba di Thutmose I, successore di Amenhotep.
- c. 1510 a.C. - Barattarna (1510 a.C. -1480 a.C.) 2º re di Mitanni. Barattarna o suo figlio Shaushtatar controllavano l'interno della Siria settentrionale fino a Nuhashshe e i territori costieri da Kizzuwatna ad Alalakh nel regno di Muksih, alla foce dell'Oronte.
- c. 1506 a.C. - Cranao mitico 2º re di Atene
- c. 1504 a.C. - Thutmose I (Amos) 248º faraone - XVIII Dinastia - Thutmose è il primo sovrano che può essere definito imperialista del Nuovo Regno, nel senso che dette inizio all'espansione dell'influenza egizia sia verso sud che nell'area palestinese. La prima preoccupazione del nuovo sovrano fu quella di sedare le rivolte scoppiate nella Nubia. In una stele rinvenuta presso Tombos si enumerano i popoli vinti (probabilmente semplici tribù locali): quelli con le trecce, quelli (con le guance) scarificate, i Nehesyu dal viso bruciato, quelli che vestono di pelli, quelli con i capelli crespi. Al termine della campagna nubiana Thutmose suddivise la Nubia in cinque distretti affidati a capi locali fedeli all'Egitto. La successiva campagna del sovrano si svolse in Medio Oriente e portò alla conquista di Carchemish ed al raggiungimento dell'Eufrate dove Thutmose pose una stele confinaria rinvenuta cinquanta anni dopo dal nipote Thutmose III. In campo strettamente militare sembra che si debba attribuire a questo sovrano la costituzione di un corpo scelto di truppe montate su carri da guerra. A lui si deve il completamento del villaggio di Deir el-Medina, residenza degli operai addetti allo scavo e decorazione delle tombe reali. -
- c. 1503 a.C. - Puzur-Ashur III 30º Re dell'Assiria (È attestato da scritture che fu contemporaneo al Re cassita Burnaburiash I, ricostruì parte del tempio di Ishtar ad Assur, e la parte meridionale delle sue mura.)

## Tabella temporale
| Cronologia precedente: Storia antica 2500 a.C. 2001 a.C.. | Cronologia corrente: Storia antica 2000 a.C. c.a. 1501 a.C. | Cronologia seguente: Storia antica 1500 a.C. 1001 a.C. |